# 발해의 문화
발해의 문화는 고도의 당 문화를 수용하고, 고구려 문화의 전통을 계승함으로써 독특한 문화로 창조되었다.

## 개설
국도 상경(上京)의 궁전 터에서 온돌 장치, 기와의 연화문(蓮花文), 굴식 돌방무덤이 발견되어 고구려 문화의 영향이 엿보인다. 발해는 불교가 성하였고, 그에 따라 불교 예술이 발달하여 불상·석등 등 우수한 작품을 많이 남겼다. 발해 문화는 독자성을 띠고 고도로 발달하였지만, 거란에게 망한 뒤 고구려 유민이 고려로 망명하고, 이 지방에 있던 말갈인은 그 문화를 계승할 능력이 없어 후대에 계승되지 못했다.
발해인이 남긴것을
```
가장 큰 유적은 수도였던 상경의 도시 유지(遺址)이다. 지상 건물은 없어졌지만, 궁전과 절 등 주요 건물의 유지와 성곽을 통해 당시의 면모를 파악해 볼 수 있다. 상경은 정연한 도시계획에 따라 건설되었다. 성곽으로 둘러싸인 도시의 전체 둘레는 16km로 당시 동아시아에서 
당나라
의 장안성 다음으로 큰 도시였다. 성내에는 왕성(王城)이 있고, 그 정문에서 남으로 뻗은 큰 도로를 중심으로 좌우에 관청들이 늘어서 있었으며, 그 바깥에 민가들이 있었다. 주요 건물의 유지에선 온돌이 확인된다. 온돌이 고구려의 전통을 이은 것임은 물론이다. 중경과 동경의 옛터에서도 도시 유적이 확인된다.
```

발해 지배층의 무덤은 돌로 무덤 칸을 만들고 그 위에 흙을 덮은 봉토돌방무덤이다. 이런 무덤에서 벽면에 회칠을 하고 그 위에 그림을 그린 벽화가 발견되고 있다. 이 역시 무덤 양식과 함께 고구려의 전통을 이은 것이다. 10세기 종반 이후에는 벽돌을 사용하여 만든 무덤이 나타나는데, 이 중에도 벽화가 그려진 것이 있다. 그 중 유명한 것이 정효공주(貞孝公主) 무덤의 벽화이다. 이런 무덤 양식은 당나라 문화의 영향을 받은 것이며, 인물화가 중심인 벽화의 기법도 그러하다. 이 밖의 발해 예술품으로 석등과 사자상 등의 석조물과, 대부분 소형인 불상이 전해진다. 그리고 삼채색(三彩色)의 도자기와 연꽃무늬의 기와 등이 있다.

## 미술
발해시대의 지상 건물은 남아 있지 않으나, 유적의 발굴로 그 웅장함을 알 수 있다. 상경은 당의 장안성처럼 먼저 외성을 두르고, 국왕이 있는 궁성 남문에서 외성 남문까지 직선으로 뻗은 주작대로라는 큰 길을 내었으며, 그 좌우에 여러 갈래의 길을 내었다. 그리고 내성 안에는 여러 개의 궁전이 있었다. 또, 상경 등에서 발견되는 절터의 금당은 내부에 불단이 높게 마련되었고, 좌우에 회랑으로 연결된 두 건물을 두었다. 웅대한 금당을 중심으로 작은 건물이 대칭으로 연결된 구조는 사찰 전체를 웅장하게 할 뿐 아니라, 조화가 잘 이루어지게 하였다.
발해의 조각도 그 솜씨가 뛰어났는데, 불상은 전불이나 철불, 금동불이 있으며, 얼굴이나 광배, 의상 등에 이르기까지 그 조각 수법이 웅장하면서도 균형이 잘 잡혀 있다. 또 정혜공주 무덤에서 나온 두 개의 돌사자 조각은 매우 생동감 있고 힘찬 모습을 하고 있다. 그런가 하면, 발해에서는 금·은으로 정교하고 아름다운 그릇이나 사리함을 제작하기도 하였다.
궁궐터나 절터에서 발견된 기와, 벽돌 등의 무늬는 소박하고 직선적이다. 특히 기와는 일반적으로 그 형태와 크기가 아주 다양하며, 질이 좋고 단단하여 실용적이었다. 또, 연화무늬의 기와는 강건한 기풍을 지닌 고구려 와당에서 영향을 받았다.
한편, 상경에는 발해의 석조 미술을 대표하는 석등이 남아 있는데, 팔각의 기단 위에 중간이 볼록한 간석이 있고, 간석의 아래와 위에는 탐스러운 연꽃이 조각되어 있어서 힘찬 느낌을 준다. 또 발해의 자기는 무게가 가볍고 광택이 있는데, 당에 수출하기도 하였다. 이렇듯, 발해의 미술은 패기가 넘치던 고구려 미술이 계승되어 어느 정도 부드러워지면서도 웅장하고 건실한 기풍을 나타내고 있다.

## 고분
길림성 돈화현 육정산(六頂山), 화룡현 북대지(北大地), 흑룡강성 영안현 삼령둔(三靈屯), 대목단둔(大牧丹屯), 풍수위자(風水威子) 및 대주둔(大朱屯), 임구현의 두도하자(頭道河子), 북참서산(北站西山), 사하자(沙河子) 등지에 발해 고분이 밀집되어 있다. 그리고 연해주와 함경남북도에서도 고분군이 발견된다. 이 가운데 돈화현 육정산 고분군은 발해 초기의 왕실 무덤이 있는 곳이고, 상경(上京) 근처에 위치한 영안현 삼령둔, 대목단둔, 풍수위자 및 대주둔의 고분군은 그 이후 시기의 발해 왕실 무덤이다.
발해 고분은 축조의 재료와 규모로 볼 때 돌방무덤(석실묘, 石室墓)·돌덧널무덤(석곽묘, 石槨墓)·돌널무덤(석관묘, 石棺墓)이 주류를 이루고 있고, 이 밖에도 널무덤(토광묘, 土壙墓)·벽돌무덤(전축묘, 塼築墓) 등도 있다. 돌방무덤 가운데 대표적인 것으로는 돈화현 육정산 고분에서 발견된 정혜공주(貞惠公主) 무덤과 삼령둔 고분에서 발견된 삼령 고분을 들 수 있다. 특히 1949년에 발견된 정혜공주 무덤은 천장이 말각천정(抹角天井)의 구조인데, 이것은 고구려 후기의 큰 봉토돌방무덤(봉토석실묘, 封土石室墓)의 구조와 같은 것이다. 여기에서 정혜공주묘비가 발견됨으로써 육정산 고분군이 발해 초기의 왕실 무덤들이었음이 확인되었다. 돌덧널무덤으로는 육정산 고분군의 12호·103호·104호·203호 고분과 대주둔의 작은 고분들, 두도하자 2호분 등이다. 이들 고분들은 모두 널길(용도, 甬道, 문화어: 무덤안길)이 없고 관 1개를 겨우 들여놓을 수 있는 정도의 크기이다.
한편 화룡현 용두산(龍頭山) 고분군에서 발견된 정효공주(貞孝公主) 무덤은 벽돌무덤으로서 축조 재료나 그 안에 그려진 벽화 양식으로 보아 당나라의 영향을 많이 받았음을 알 수 있다. 여기서 발견된 벽화는 회화사 연구뿐만 아니라 당시의 생활상을 알려 주는 중요한 자료가 되고 있다.
대체로 돌방무덤과 벽돌무덤은 왕족 등을 비롯한 비교적 높은 신분층이 사용한 무덤 양식이고, 돌덧널무덤은 그보다 하위의 신분층이나 관리들이 쓰던 것들이다. 일반인들은 주로 돌널무덤이나 널무덤을 썼다.
매장 방식으로는 단인장(單人葬), 부부합장(夫婦合葬), 여러 사람을 한꺼번에 묻는 다인장(多人葬), 화장(火葬), 이차장(二次葬) 등이 있다.
발해 고분에서 발견된 유물 중에는 도기류가 주류를 이루며, 하남둔(河南屯) 성터 안에서 발견된 하남둔 고분군에서는 순금으로 만든 각종 장식품들이 쏟아져 나온 바 있다.

## 같이 보기
- 한국의 문화
- 삼국 시대의 문화